# Daniel Guedes
Daniel Guedes da Silva (João Ramalho, São Paulo, Brasil, 2 de abril de 1994) es un futbolista brasileño. Juega de defensa y su equipo es el Paraná Clube.

## Trayectoria

### Santos
Guedes entró a las inferiores del Santos en 2011 proveniente del São Paulo. El 19 de febrero de 2014 renovó su contrato con el Peixe hasta 2017.
El 30 de noviembre de 2014 debutó por la Serie A, como titular en la victoria en casa por 2-0 contra el Botafogo. Se afianzó como titular del equipo la temporada siguiente, cubriendo al lesionado Victor Ferraz.
El 22 de septiembre de 2015 renovó su contrato con el club hasta 2019. Anotó su primer gol profesional el 12 de julio de 2017, de tiro libre en la victoria por 1-0 sobre el Atlético Mineiro.
Renovó su contrato con el Santos el 18 de julio de 2017 hasta 2022.

#### Préstamo al Goiás
El 12 de marzo de 2019, desplazado en la titularidad por Matheus Ribeiro, fue enviado a préstamo al Goiás por toda la temporada. Titular durante gran parte de la temporada, fue suspendido en el mes de septiembre por dopaje.
Recibió una suspensión por ocho meses el 16 de julio de 2020, y estuvo diez meses sin jugar.

#### Préstamo al Cruzeiro
El 8 de agosto de 2020 fue enviado a préstamo al Cruzeiro de la Serie B por toda la temporada.
En noviembre de 2024, tras llevar todo el año sin equipo, fichó por Paraná Clube para el Campeonato Paranaense 2025.

## Estadísticas
Actualizado al último partido disputado el 11 de marzo de 2023.
| Club                                                                               | Div.          | Temporada     | Liga  | Liga  | Estatal | Estatal | Copas nacionales(1) | Copas nacionales(1) | Copas internacionales(2) | Copas internacionales(2) | Total | Total |
| Club                                                                               | Div.          | Temporada     | Part. | Goles | Part.   | Goles   | Part.               | Goles               | Part.                    | Goles                    | Part. | Goles |
| ---------------------------------------------------------------------------------- | ------------- | ------------- | ----- | ----- | ------- | ------- | ------------------- | ------------------- | ------------------------ | ------------------------ | ----- | ----- |
| Santos F. C. · Brasil                                                              | 1.ª           | 2014          | 2     | 0     | 0       | 0       | 0                   | 0                   | ―                        | ―                        | 2     | 0     |
| Santos F. C. · Brasil                                                              | 1.ª           | 2015          | 18    | 0     | 0       | 0       | 3                   | 0                   | ―                        | ―                        | 21    | 0     |
| Santos F. C. · Brasil                                                              | 1.ª           | 2016          | 2     | 0     | 0       | 0       | 3                   | 0                   | ―                        | ―                        | 5     | 0     |
| Santos F. C. · Brasil                                                              | 1.ª           | 2017          | 16    | 1     | 0       | 0       | 0                   | 0                   | 2                        | 0                        | 18    | 1     |
| Santos F. C. · Brasil                                                              | 1.ª           | 2018          | 8     | 0     | 11      | 0       | 3                   | 0                   | 6                        | 0                        | 28    | 0     |
| Santos F. C. · Brasil                                                              | Total club    | Total club    | 46    | 1     | 11      | 0       | 9                   | 0                   | 8                        | 0                        | 74    | 1     |
| Goiás E. C. · Brasil                                                               | 1.ª           | 2019          | 15    | 0     | 3       | 0       | 0                   | 0                   | ―                        | ―                        | 18    | 0     |
| Goiás E. C. · Brasil                                                               | Total club    | Total club    | 15    | 0     | 3       | 0       | 0                   | 0                   | 0                        | 0                        | 18    | 0     |
| Cruzeiro E. C. · Brasil                                                            | 2.ª           | 2020          | 7     | 0     | ―       | ―       | 0                   | 0                   | ―                        | ―                        | 0     | 0     |
| Cruzeiro E. C. · Brasil                                                            | Total club    | Total club    | 7     | 0     | 0       | 0       | 0                   | 0                   | 0                        | 0                        | 7     | 0     |
| Fortaleza E. C. · Brasil                                                           | 1.ª           | 2021          | 4     | 0     | 4       | 0       | 2                   | 0                   | ―                        | ―                        | 10    | 0     |
| Fortaleza E. C. · Brasil                                                           | Total club    | Total club    | 4     | 0     | 4       | 0       | 2                   | 0                   | 0                        | 0                        | 10    | 0     |
| Cuiabá E. C. · Brasil                                                              | 1.ª           | 2022          | 14    | 0     | ―       | ―       | 1                   | 0                   | ―                        | ―                        | 15    | 0     |
| Cuiabá E. C. · Brasil                                                              | Total club    | Total club    | 14    | 0     | 0       | 0       | 1                   | 0                   | 0                        | 0                        | 15    | 0     |
| E. C. Juventude · Brasil                                                           | 2.ª           | 2023          | 0     | 0     | 3       | 0       | 0                   | 0                   | ―                        | ―                        | 3     | 0     |
| E. C. Juventude · Brasil                                                           | Total club    | Total club    | 0     | 0     | 3       | 0       | 0                   | 0                   | 0                        | 0                        | 3     | 0     |
| Total carrera                                                                      | Total carrera | Total carrera | 86    | 1     | 21      | 0       | 12                  | 0                   | 8                        | 0                        | 127   | 1     |
| (1) Incluye datos de la Copa de Brasil. (2) Incluye datos de la Copa Libertadores. |               |               |       |       |         |         |                     |                     |                          |                          |       |       |

## Vida personal
Nacido en João Ramalho, una ciudad del interior de São Paulo, perdió a su madre a los 11 años de edad.